# Vanna Cercenà

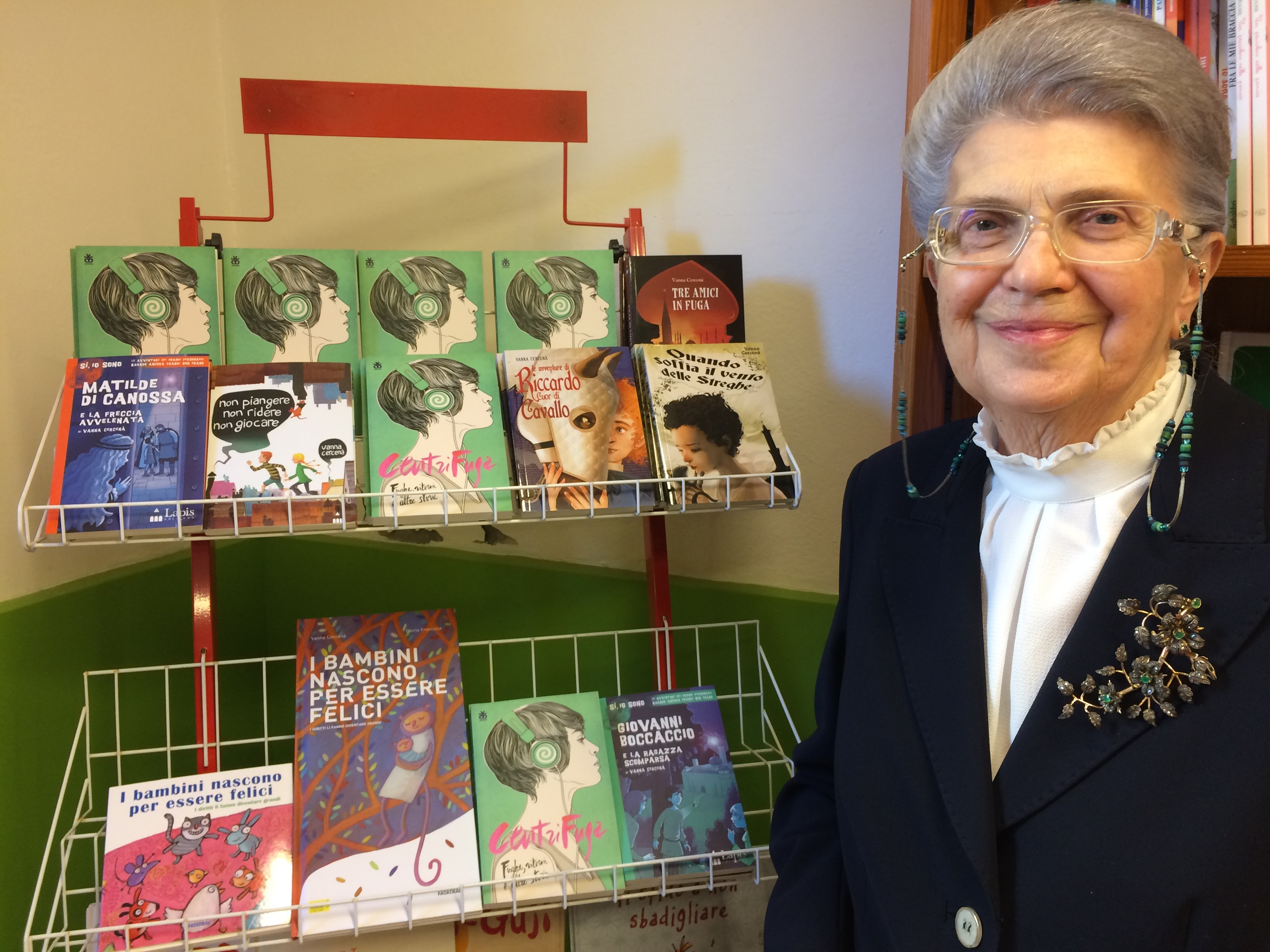
Vanna Cercenà ritratta presso la Libreria Cuccumeo di Firenze in occasione di un incontro

Vanna Cercenà (Firenze, 21 aprile 1935 – Montespertoli, 6 ottobre 2022) è stata una scrittrice italiana.

## Biografia
Vanna Cercenà, laureata in Storia Medievale all'Università di Firenze, dopo qualche anno di insegnamento intraprese la carriera di dirigente scolastica, ruolo che svolse per quasi venti anni. Successivamente come ispettrice scolastica si occupò di scolarizzazione dei bambini stranieri. Iniziò a scrivere giovanissima, ma in questi anni, malgrado gli apprezzamenti e gli incoraggiamenti, abbandonò il genere narrativa, limitandosi a saggi e relazioni inerenti al suo intenso lavoro nella scuola.
L'incontro con un gruppo di autori per la stesura di testi dedicati a bambini e ragazzi sulla educazione interculturale e sulla legalità (il progetto Intercultura), riaccese in lei la voglia di narrare. Nacqueo così i volumi collettivi della collana Tu non sai chi sono io, tra i quali La casa del sole e della luna, Come è il tuo paese?, Tantipopoli, stampati dalla casa editrice Fatatrac.
Seguirono moltissimi racconti e romanzi per ragazzi che andarono a comporre un percorso letterario destinato a ottenere nel tempo importanti riconoscimenti .
Punto di riferimento della sua intera opera fu la Convenzione ONU sui Diritti dell'Infanzia, coi concetti di pace, intercultura, educazione alla legalità e alla democrazia. Vicende ambientate in contesti storici e biografie, soprattutto femminili, furono i generi più frequentati.
Nel 2012 vinse il premio Sirmione 2012 per la letteratura per ragazzi con il romanzo Camping blu edito da Einaudi Ragazzi. Scrisse insieme a Mario Carloni la Storia postale del Dodecaneso (i due vennero premiati, tra l'altro, con l’alto riconoscimento della medaglia Oro grande all’Internationale Philatelistische Literatur-Ausstellung (IPhLA) di Magonza.
Nel 2014 con il libro Agatha Christie e il fazzoletto cifrato vinse a pari merito il primo premio "Leggimi forte" nella sezione bambini. mentre l'anno successivo ottenne il Premio Cento con il libro Non piangere, non ridere, non giocare pubblicato da Edizioni Lapis.
Sempre nel 2015 vinse il Premio Andersen come Miglior Scrittrice con la seguente motivazione: Per un percorso letterario fatto di pacata continuità, opportunamente parsimoniosa in quantità e costante in qualità; per saper proporre narrazioni intense e schiette, premiate dall'affezione sincera dei giovani lettori e sostanziate da competenza storica e passione civile; per la costante attenzione alle storie al femminile e ai punti di vista meno frequentati dalla grande Storia.

## Opere
- A immagine e somiglianza, illustrazioni di Nicoletta Ceccoli, Fatatrac, 1998
- Il mistero della torre saracena, illustrazioni di Giovanni Manna, Fatatrac, 1999
- Mai più crociate, illustrazioni di Emanuela Orciari, Fatrac, 2000[10]
- Sharif e il leopardo afgano, illustrazioni di Giovanni Manna, Fatrac, 2003 [11]
- Quando soffia il vento delle streghe, illustrazioni di Gianni De Conno, Fatatrac, 2002 [12] [13]; illustrazione di copertina Francesca D'Ottavi, Lapis, 2015
- La danzatrice tibetana, Manni, 2003
- Il corriere dell'arcobaleno, illustrazioni di Pia Valentinis, Fatatrac, 2004 [14] ; illustrazione di copertina Francesca D'Ottavi, Lapis, 2018
- La Rosa Rossa. Il sogno di Rosa Luxemburg, illustrazioni di Emanuela Orciari, Einaudi Ragazzi, 2006 [15] [16] [17]
- Diario allo specchio, illustrazioni di Michel Fuzellier, EL, 2005
- La più bella del reame. Sissi, imperatrice d'Austria, illustrazioni di Alessandra Scandella, Einaudi Ragazzi, 2005
- Viaggio verso il sereno, illustrazioni di Ivan Canu, Einaudi ragazzi, 2006; illustrazione di copertina Francesca D'Ottavi, Lapis, 2017
- Frida Kahlo, illustrazioni di Marina Sagona, Einaudi Ragazzi, 2007
- Dal diario di Tommaso, illustrazioni di Antongionata Ferrari, EL, 2007
- Marilyn Monroe, illustrazioni di Grazia Nidasio, EL, 2008
- Qui radio Londra, illustrazioni di Manuela Orciari, Fatatrac, 2008; illustrazione di copertina Francesca D'Ottavi, Lapis, 2019
- L'enigma del quadro. Tre ragazzi sulle tracce di Garibaldi, illustrazioni di Omar Di Monopoli, Manni, 2010
- Camping blu, illustrazioni di Andrea Spada, Einaudi Ragazzi, 2011
- Marco Polo e l'anello del Bucintoro, illustrazioni di Simona Bursi, Lapis, 2012
- Agatha Christie e il fazzoletto cifrato, illustrazioni di Elena Temporin, Lapis, 2012
- I bambini nascono per essere felici. I diritti li fanno diventare grandi, illustrazioni di Gloria Francella, Fatatrac, 2012
- Tre amici in fuga, Lapis, 2012
- L.M. Montgomery, Anna dai capelli rossi, raccontato da Vanna Cercenà, Giunti Editore, 2013[18]
- Non piangere non ridere non giocare, Lapis, 2014, Premio Cento 2015
- Matilde di Canossa e la freccia avvelenata, illustrazioni di Alfredo Belli, Lapis, 2014
- Le avventure di Riccardo Cuor di Cavallo, illustrazione di copertina Francesca D'Ottavi, Lapis, 2016
- Una gatta in fuga, illustrazioni di Giulia Dragone, Giunti Editore, 2016
- Le parole per stare insieme, illustrazioni di Gloria Francella, Fatatrac, 2018
- Matrioska, 2020[19]